# Leopold Schefer
Leopold Schefer (Muskau, 30 juli 1784 - aldaar, 13 februari 1862) was een Duits dichter en toondichter.

## Werken
- Gedichte, 1811 (ed. Graf von Pückler-Muskau)
- Leopold Schefer's Gesänge zu dem Pianoforte, 1813 (ed. Graf von Pückler-Muskau)
- Palmerio, 1823 (novelle)
- Die Deportirten, 1824 (novelle)
- Novellen, 5 banden, 1825
- Die Osternacht, 1826 (novelle)
- Der Waldbrand, 1827 (novelle)
- Künstlerehe, 1828 (novelle)
- Kleine lyrische Werke, 1828 (gedichten)
- Neue Novellen, 4 banden, 1831
- Lavabecher, Novellen, 2 banden, 1833
- Die Gräfin Ulfeld oder die vierundzwanzig Königskinder, 2 banden, 1834 (roman)
- Laienbrevier, 1834 vol. 1 + 1835 vol 2(gedichten)
- Kleine Romane, 6 banden, 1836
- Das große deutsche Musikfest, 1837 (novelle)
- Doppelsonate A-Dur zu 4 Händen, 1838
- Doppelkanon zu 4 Chören, 1838
- Der Gekreuzigte oder Nichts Altes unter der Sonne, 1839 (novelle)
- Mahomet’s Türkische Himmelsbriefe, 1840 (gedichten)
- Viel Sinn, viel Köpfe, 1840 (novelle)
- Göttliche Komödie in Rom, 1841 (novelle)
- Sechs Volkslieder zum Pianoforte, 1841
- Graf Promnitz. Der letzte des Hauses, 1842 (novelle)
- Vigilien, 1843 (gedichten)
- Ausgewählte Werke, 12 banden, 1845/46 (proza, gedichten; biografie)
- Weltpriester, 1846 (gedichten)
- Génévion von Toulouse, 1846 (novelle)
- Gedichte, ²1846
- Achtzehn Töchter. Eine Frauen-Novelle, 1847
- Die Sibylle von Mantua, 1852 (novelle)
- Hafis in Hellas, (anon.: «Von einem Hadschi»), 1853 (gedichten)
- Koran der Liebe nebst kleiner Sunna, (anon.) 1855 (gedichten)
- Hausreden, 1855 (gedichten)
- Der Hirtenknabe Nikolas, oder der Kinderkreuzzug im Jahre 1212; 1857 (roman)
- Homer’s Apotheose, 1858 (epos)
- Für Haus und Herz. Letzte Klänge, 1867 (gedichten, ed. Rudolf Gottschall)
- Ausgewählte Lieder und Gesänge zum Pianoforte, (intr. & ed. Ernst-Jürgen Dreyer), München: G. Henle 2004
- Tagebuch einer großen Liebe. 22 Lieder von Leopold Schefer, cd, ed. Freundeskreis Lausitzer Musiksommer, Bautzen: Konsonanz Musikagentur 2006. Labelcode LC 01135